# BMW X6 (F16)
Le BMW F16 est la deuxième génération du BMW X6, un véhicule utilitaire sportif coupé du constructeur automobile BMW. BMW utilise pour cela le nom de Sport Activity Coupé (SAC).

## Historique du modèle

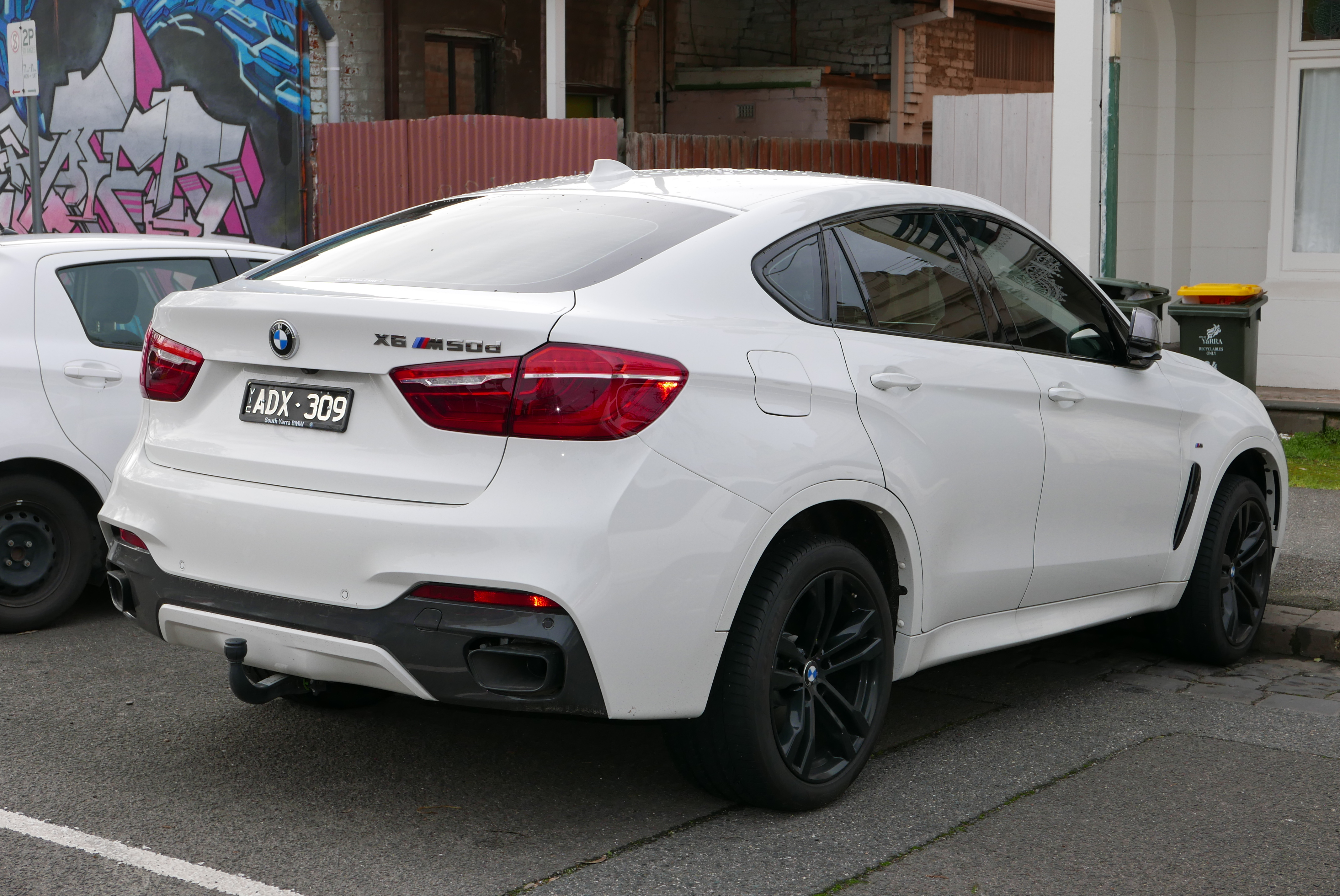
Vue arrière du BMW X6 (F16)

La présentation officielle du F16 a eu lieu au Mondial de l'Automobile de Paris 2014. La variante de modèle X6 M a eu sa première publique officielle lors du Salon de l'automobile de Los Angeles 2014.

## Moteurs
Deux moteurs essence sont proposés pour le X6, un moteur six cylindres en ligne d'une cylindrée de 3,0 l et d’une puissance de 225 kW (306 ch) et un moteur V8 révisé avec culasses à flux croisés de 4,4 litres. Il dispose d'une injection directe de carburant (injection haute précision de deuxième génération) et de deux turbocompresseurs connectés en parallèle (bi-turbo). Ils sont situés entre les deux rangée de cylindres du moteur (côté chaud). Les tuyaux d'admission sont à l'extérieur.
Les variantes de moteur diesel proposées ont la même cylindrée de 3,0 l et sont disponibles en trois niveaux de puissance : 190 kW, 230 kW et 280 kW.